# سنتر ولی (آرکانزاس)
سنتر ولی (به انگلیسی: Center Valley) یک منطقهٔ مسکونی در ایالات متحده آمریکا است که در شهرستان پوپ، آرکانزاس واقع شده‌است. سنتر ولی ۱۴۱٫۱۲ متر بالاتر از سطح دریا واقع شده‌است.